# 巴拉特島
68°33′S 77°52′E / 68.550°S 77.867°E
巴拉特島，是南極洲的島嶼，位於伊利沙伯女皇地，處於布魯夫島以西2公里的韋斯特福爾山脈旁，根據挪威探險隊拍攝的空中照片繪入地圖，現時由南極條約體系管理。